# ممثلية مصر لدى دولة فلسطين
مكتب تمثيل جمهورية مصر العربية لدى دولة فلسطين هو الممثلية الدبلوماسية العليا لدولة جمهورية مصر العربية لدى دولة فلسطين. تأسست الممثلية في حي الرمال بمدينة غزة، ثم جرى نقلها إلى مدينة رام الله عام 2007.

## قائمة السفراء
| الترتيب | رئيس البعثة الدبلوماسية          | تاريخ الاعتماد الدبلوماسي | تاريخ الانتهاء | رئيس مصر          | رئيس دولة فلسطين | ملاحظات                                                 |
| ------- | -------------------------------- | ------------------------- | -------------- | ----------------- | ---------------- | ------------------------------------------------------- |
|         | محمد منير عبد العزيز             | 2001                      | 19 فبراير 2005 | حسني مبارك        | محمود عباس       |                                                         |
|         | أشرف عبد الوهاب محمد عقل         | 20 فبراير 2006            | 2009           | حسني مبارك        | محمود عباس       |                                                         |
|         | ياسر مصطفى كمال عثمان            | 4 يونيو 2009              | 2014           | حسني مبارك        | محمود عباس       |                                                         |
|         | وائل ناصر الدين عطية             | 7 مايو 2014               | أغسطس 2016     | عبد الفتاح السيسي | محمود عباس       |                                                         |
|         | سامي سعد مراد                    | 19 أكتوبر 2016            | 27 ديسمبر 2017 | عبد الفتاح السيسي | محمود عباس       |                                                         |
|         | عصام الدين عبد الحميد معوض عاشور | 2018                      | 2020           | عبد الفتاح السيسي | محمود عباس       |                                                         |
|         | طارق طايل                        | 24 نوفمبر 2020            | أغسطس 2022     | عبد الفتاح السيسي | محمود عباس       | تقبل الرئيس محمود عباس أوراق اعتماده في 10 مارس 2021.   |
|         | إيهاب سليمان                     | 11 أكتوبر 2022            | لا يزال        | عبد الفتاح السيسي | محمود عباس       | تقبل الرئيس محمود عباس أوراق اعتماده في 22 أكتوبر 2022. |